# Giovanni Nerbini
Giovanni Nerbini (* 2. června 1954 Figline e Incisa Valdarno) je italský římskokatolický duchovní a biskup Prata.

## Život
Narodil se 2. června 1954 ve Figline Valdarno.
Vystudoval pedagogickou školu a do roku 1989 pracoval ve svém oboru. Poté vstoupil do kněžského semináře ve Fiesole. Teologické vzdělávání získal na Papežské teologické fakultě Střední Itálie ve Florencii. Dne 22. dubna 1995 byl biskupem Lucianem Giovannettim vysvěcen na kněze a inkardinován do diecéze Fiesole. Stal se farním vikářem ve fiesolské čtvrti Caldine. O dva roky později byl ustanoven farářem v Pelagu a moderátorem pastorační jednotky. Následně sloužil ve farnostech v Rignano sull'Arno, kde zastával také funkci moderátora.
Roku 2015 byl biskupem Mariem Meinim jmenován generálním vikářem diecéze. Dne 15. května 2019 jej papež František ustanovil biskupem Prata. Biskupské svěcení přijal 30. června z rukou kardinála Giuseppe Betoriho a spolusvětiteli byli biskup Franco Agostinelli a biskup Gastone Simoni.